# Богатырёв, Андрей Андреевич
Андре́й Андре́евич Богатырёв (род. 15 января 1985, Москва) — российский киноактёр, кинорежиссёр

, сценарист, кинопродюсер, композитор и монтажёр. Лидер рок-группы «тОт».

## Творческий путь
В 2003 году поступил во ВГИК, в мастерскую режиссуры неигрового кино Ефима Резникова и Бориса Караджева. В 2005 году получил приз за курсовую работу на Международном фестивале ВГИК с формулировкой «За поиск современного героя».
В 2007 году окончил ВГИК, его дипломная работа участвовала более чем в десяти международных кинофестивалях. После окончания ВГИКа Андрей работал в кинокомпании «Россфильм», где снял несколько телепрограмм («Предзнаменования — послания из будущего», «Творить благое дело. Проклятие рода Дервизов», «Евдокия — последняя русская царица», «Наномир» и другие).
С 2007 по 2010 год был одним из организаторов международного кинофестиваля «Восток & Запад», а также режиссёром церемоний открытия и закрытия кинофестиваля.
В 2009 году основал рок-группу «тОт», которая записала саундтрек (и выпустила сингл «1 на 1») к полнометражному фильму «Пятница. 12», в котором он принял участие как композитор (совместно с Денисом Татарниковым). В том же году основал компанию «АБС», производящую клипы и документальные картины.

В 2011 снял дебютный полнометражный фильм «БАгИ» (2011). На фестивале в Ванкувере лента была удостоена приза «За лучший дебют», а на 33-м ММКФ была отмечена специальным упоминанием жюри в программе «Перспективы». Этот фильм можно назвать в полной мере авторским, так как Андрей Богатырёв не только был автором идеи и режиссёром, но и выступил композитором (совместно с Михаилом Пушковым и Виталием Клартом), соавтором сценария, монтажёром, а также сыграл небольшую роль. В 2011 году снялся в документальном фильме Варвары Обросовой «Lost Boys», в котором сыграл самого себя.
Следующей крупной работой режиссёра стал фильм «Иуда» по повести Леонида Андреева «Иуда Искариот».
В 2014 году как режиссёр снял второй сезон ситкома «СашаТаня», а также клип на песню «Космос впереди» рок-группе «Торба-на-Круче».
В 2015 году стал слушателем академии театрального и кинематографического искусства имени Н. С. Михалкова. В рамках обучения снял короткометражный фильм из цикла «Про войну».
В 2018 году приступил к съёмкам военного вестерна «Красный призрак», где выступил как режиссёр, продюсер и автор идеи. В середине года завершил спортивную драму «Дикая Лига».
В настоящее время идёт работа над съемками фильма под рабочим названием «Легенда о самбо». Сюжет картины «Легенда о самбо» развернётся в 1930-е годы. За основу взяты истории троих человек — Василия Ощепкова, Виктора Спиридонова и Анатолия Харлампиева, который объединил два подхода в единую систему.
Известен также как болельщик футбольного клуба «Динамо» (Москва).
Андрей Богатырев является режиссёром клипа группы «Крематорий» — «Бар под дулом револьвера»[значимость факта?].

## Личная жизнь
Был женат на актрисе Ольге Сташкевич, которая снималась в некоторых его фильмах, в 2018 году было объявлено о разводе. В 2024 году женился на публицистке Диане Османовне Кади.

## Фильмография

### Актёр
- 2005 — Лига обманутых жён — шпион
- 2011 — БАгИ — сотрудник
- 2013 — Иуда — мастер корзинок
- 2015 — Белые ночи — Александр
- 2016 — Медсестра (короткометражка) — хмурый Гетце
- 2022 — А (короткометражка) — муж Лены
- 2023 — Легенда о самбо — судья
- 2023 — За Палыча! — военком / житель
- 2023 — Баба Мороз и тайна Нового года — папа Васин
- 2023 — Вера — муж Людмилы
- 2024 — Золото Умальты — режиссёр

### Режиссёр
- 2011 — БАгИ
- 2013 — Иуда
- 2015 — СашаТаня (ситком)
- 2015 — Белые ночи (совместно с Татьяной Воронецкой)
- 2016 — Медсестра (короткометражка)
- 2019 — Дикая Лига
- 2020 — Чума! (совместно с Байбулатом Батуллиным)
- 2020 — Чумовой Новый год
- 2021 — Красный призрак
- 2021 — Вираж
- 2023 — Легенда о самбо
- 2023 — За Палыча!
- 2023 — Баба Мороз и тайна Нового года
- 2024 — Золото Умальты

### Сценарист
- 2011 — БАгИ
- 2015 — Белые ночи
- 2016 — Медсестра (короткометражка)
- 2021 — Красный призрак
- 2023 — За Палыча!
- 2023 — Баба Мороз и тайна Нового года
- 2024 — Золото Умальты

### Продюсер
- 2021 — Красный призрак
- 2022 — Фургон желаний (креативный продюсер)
- 2023 — Легенда о самбо

### Композитор
- 2010 — Пятница. 12
- 2011 — БАгИ

### Монтажёр
- 2011 — БАгИ
- 2013 — Иуда
- 2015 — Белые ночи
- 2016 — Медсестра (короткометражка)
- 2021 — Красный призрак

## Признание и награды
- 2008 — Международный кинофестиваль ВГИК (приз «за поиск современного героя»)
- 2011 — 33 ММКФ (специальное упоминание жюри конкурса «ПЕРСПЕКТИВЫ» фильма «БАгИ»)
- 2011 — МКФ «Восток&Запад» в Оренбурге (специальный приз губернатора имени Александра Саморядова — фильм «БАгИ»)
- 2011 — МКФ в Ванкувере (лучший дебют — фильм «БАгИ»; выбран среди 300 фильмов в программе «Новые Звёзды»)
- 2014 — 35 ММКФ (приз за лучший фильм русской программы — фильм «Иуда»)
- 2020 — Фильм «Красный призрак» получил «спец приз жюри» на ММКФ в рамках фестиваля стран БРИКС 2020 г.
- 2021 — X Московский международный кинофестиваль «Будем жить» (приз за лучшую режиссуру — фильм «Красный призрак»)[4]